# Авіаційне озброєння

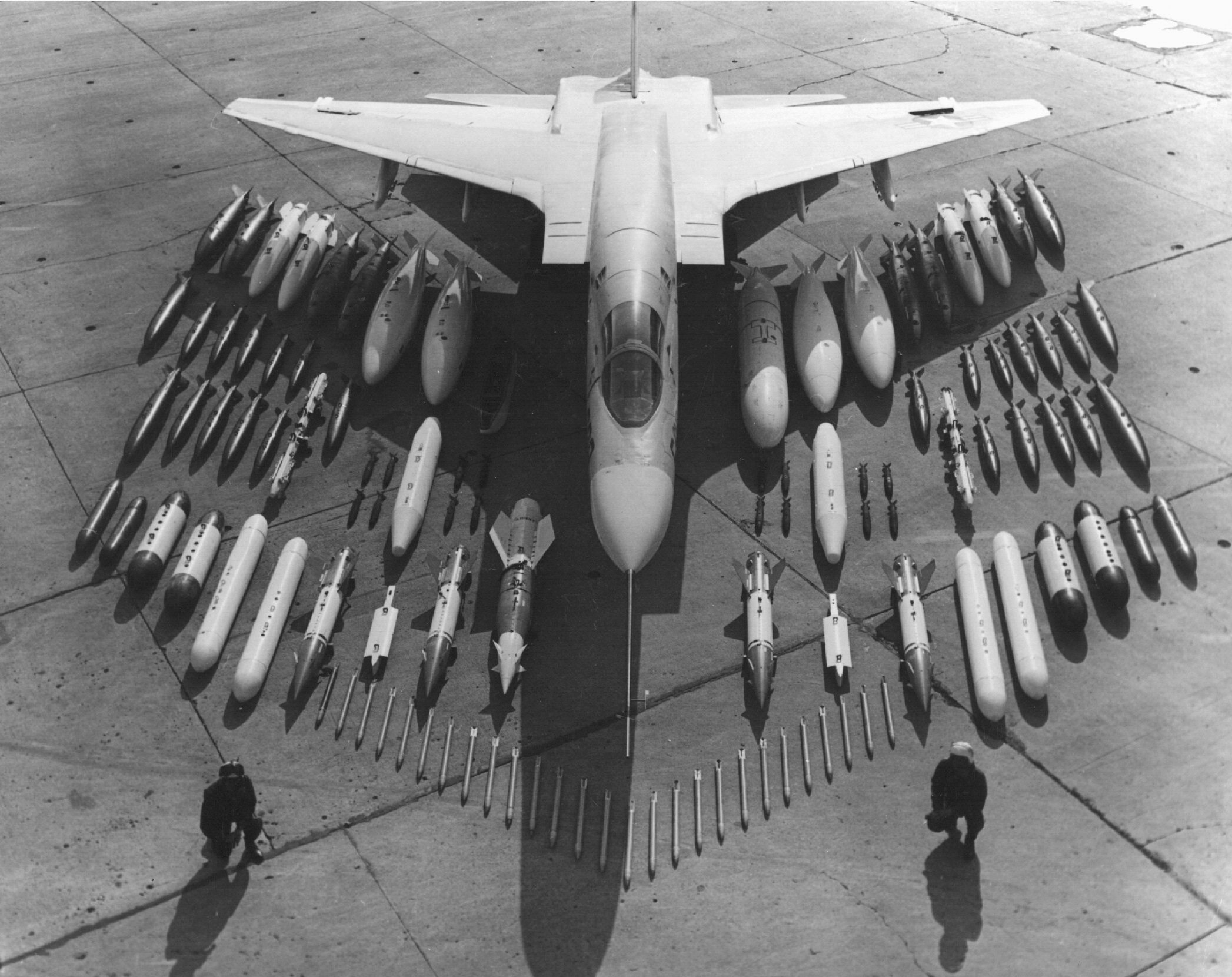
Авіаційне озброєння

Авіаці́йне озбро́єння — засоби ураження з приладами для керування й прицілювання, що встановлюються на бойових літаках.

## Види
Авіаційне озброєння поділяється на:
- кулеметно-гарматне (кулемети калібром 7,62—15 мм, гармати 20—100 мм),
- бомбардувальне (авіабомби, торпеди, міни тощо),
- реактивне (ракети й реактивні снаряди — керовані і некеровані)
- спеціальне (прилади для ставлення димових завіс, піротехнічні засоби та контрольні прилади).